# Mistrzostwa NCAA Division I w Zapasach w 2022
Mistrzostwa NCAA Division I w zapasach rozegrane zostały w Detroit w dniach 17–19 marca 2022 roku. Zawody odbyły się na terenie Little Caesars Arena. Punkty zdobyło 56 drużyn.
- Outstanding Wrestler – Gable Steveson

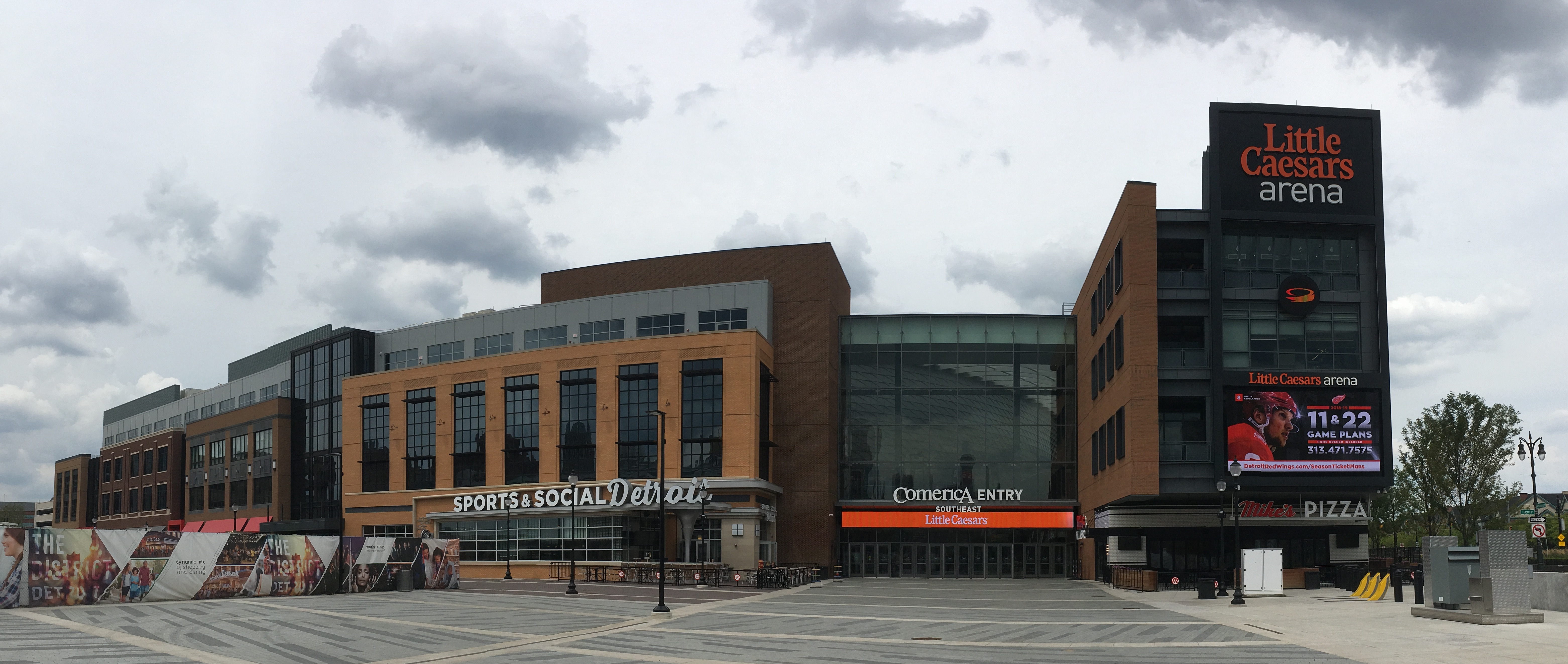
Hala

## Wyniki

### Drużynowo
| Kolejność | Szkoła                         | Zespół        |
| --------- | ------------------------------ | ------------- |
| 1.        | Pennsylvania State University  | Nittany Lions |
| 2.        | University of Michigan         | Wolverines    |
| 3.        | University of Iowa             | Hawkeyes      |
| 4.        | Arizona State University       | Sun Devils    |
| 5.        | University of Nebraska–Lincoln | Cornhuskers   |
| 6.        | Northwestern University        | Wildcats      |
| 7.        | Uniwersytet Cornella           | Big Red       |
| 8.        | Virginia Tech                  | Hokies        |

### All American

#### 125 lb
| Lp. | Zawodnik            | Szkoła        |
| --- | ------------------- | ------------- |
| 1.  | Nick Suriano        | Iowa          |
| 2.  | Pat Glory           | Arizona State |
| 3.  | Vitali Arujau       | Minnesota     |
| 4.  | Michael DeAugustino | Northwestern  |
| 5.  | Patrick McKee       | Minnesota     |
| 6.  | Brandon Courtney    | Arizona State |
| 7.  | Eric Barnett        | Wisconsin     |
| 8.  | Brandon Kaylor      | Oregon State  |

#### 133 lb
| Lp. | Zawodnik          | Szkoła         |
| --- | ----------------- | -------------- |
| 1.  | Roman Bravo-Young | Penn State     |
| 2.  | Daton Fix         | Oklahoma State |
| 3.  | Austin DeSanto    | Iowa           |
| 4.  | Michael McGee     | Arizona State  |
| 5.  | Lucas Byrd        | Illinois       |
| 6.  | Korbin Myers      | Virginia Tech  |
| 7.  | Chris Cannon      | Northwestern   |
| 8.  | Devan Turner      | Oregon State   |

#### 141 lb
| Lp. | Zawodnik         | Szkoła         |
| --- | ---------------- | -------------- |
| 1.  | Nick Lee         | Penn State     |
| 2.  | Kizhan Clarke    | North Carolina |
| 3.  | Sebastian Rivera | Rutgers        |
| 4.  | Grant Willits    | Oregon State   |
| 5.  | Cole Matthews    | Pittsburgh     |
| 6.  | Real Woods       | Stanford       |
| 7.  | Jakob Bergeland  | Minnesota      |
| 8.  | CJ Composto      | Pennsylvania   |

#### 149 lb
| Lp. | Zawodnik            | Szkoła               |
| --- | ------------------- | -------------------- |
| 1.  | Yianni Diakomihalis | Cornell              |
| 2.  | Ridge Lovett        | Nebraska             |
| 3.  | Bryce Andonian      | Virginia Tech        |
| 4.  | Austin Gomez        | Wisconsin            |
| 5.  | Sammy Sasso         | Ohio State           |
| 6.  | Jonathan Millner    | Appalachian State    |
| 7.  | Tariq Wilson        | North Carolina State |
| 8.  | Kyle Parco          | Arizona State        |

#### 157 lb
| Lp. | Zawodnik        | Szkoła         |
| --- | --------------- | -------------- |
| 1.  | Ryan Deakin     | Northwestern   |
| 2.  | Quincy Monday   | Princeton      |
| 3.  | David Carr      | Iowa State     |
| 4.  | Peyton Robb     | Nebraska       |
| 5.  | Will Lewan      | Michigan       |
| 6.  | Jacori Teemer   | Arizona State  |
| 7.  | Hunter Willits  | Oregon State   |
| 8.  | Austin O’Connor | North Carolina |

#### 165 lb
| Lp. | Zawodnik        | Szkoła        |
| --- | --------------- | ------------- |
| 1.  | Keegan O’Toole  | Missouri      |
| 2.  | Shane Griffith  | Stanford      |
| 3.  | Evan Wick       | Cal Poly      |
| 4.  | Cameron Amine   | Michigan      |
| 5.  | Alex Marinelli  | Iowa          |
| 6.  | Dean Hamiti     | Wisconsin     |
| 7.  | Carson Kharchla | Ohio State    |
| 8.  | Peyton Hall     | West Virginia |

#### 174 lb
| Lp. | Zawodnik        | Szkoła               |
| --- | --------------- | -------------------- |
| 1.  | Carter Starocci | Penn State           |
| 2.  | Mekhi Lewis     | Virginia Tech        |
| 3.  | Hayden Hidlay   | North Carolina State |
| 4.  | Michael Kemerer | Iowa                 |
| 5.  | Logan Massa     | Michigan             |
| 6.  | Dustin Plott    | Oklahoma State       |
| 7.  | Mikey Labriola  | Nebraska             |
| 8.  | Clay Lautt      | North Carolina       |

#### 184 lb
| Lp. | Zawodnik         | Szkoła               |
| --- | ---------------- | -------------------- |
| 1.  | Aaron Brooks     | Penn State           |
| 2.  | Myles Amine      | Michigan             |
| 3.  | Parker Keckeisen | Northern Iowa        |
| 4.  | Bernie Truax     | Cal Poly             |
| 5.  | Trent Hidlay     | North Carolina State |
| 6.  | Kaleb Romero     | Ohio State           |
| 7.  | Marcus Coleman   | Iowa State           |
| 8.  | Jonathan Loew    | Cornell              |

#### 197 lb
| Lp. | Zawodnik         | Szkoła     |
| --- | ---------------- | ---------- |
| 1.  | Max Dean         | Penn State |
| 2.  | Jacob Warner     | Iowa       |
| 3.  | Stephen Buchanan | Wyoming    |
| 4.  | Rocky Elam       | Missouri   |
| 5.  | Yonger Bastida   | Iowa State |
| 6.  | Gavin Hoffman    | Ohio State |
| 7.  | Eric Schultz     | Nebraska   |
| 8.  | Greg Bulsak      | Rutgers    |

#### 285 lb
| Lp. | Zawodnik        | Szkoła        |
| --- | --------------- | ------------- |
| 1.  | Gable Steveson  | Minnesota     |
| 2.  | Cohlton Schultz | Arizona State |
| 3.  | Jordan Wood     | Lehigh        |
| 4.  | Greg Kerkvliet  | Penn State    |
| 5.  | Mason Parris    | Michigan      |
| 6.  | Lucas Davison   | Northwestern  |
| 7.  | Tony Cassioppi  | Iowa          |
| 8.  | Christian Lance | Nebraska      |